# Laussa
Laussa osztrák község Felső-Ausztria Steyrvidéki járásában. 2019 januárjában 1251 lakosa volt. 

## Elhelyezkedése

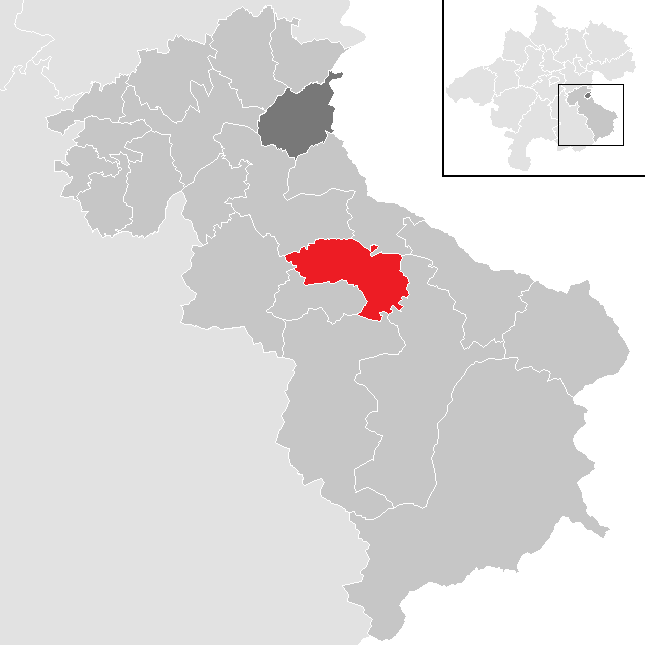
Laussa a Steyrkörnyéki járásban

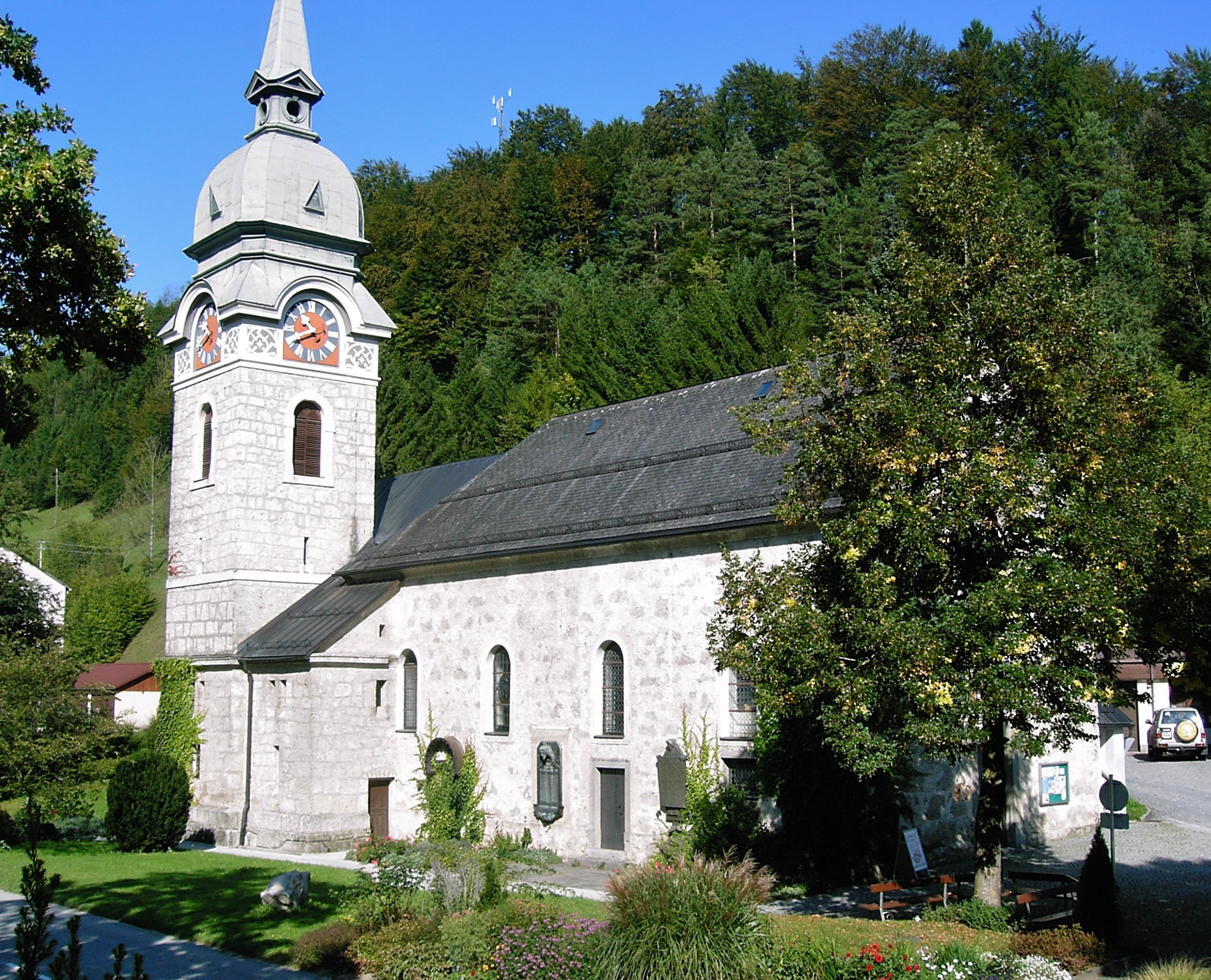
A Mária mennybevétele-plébániatemplom

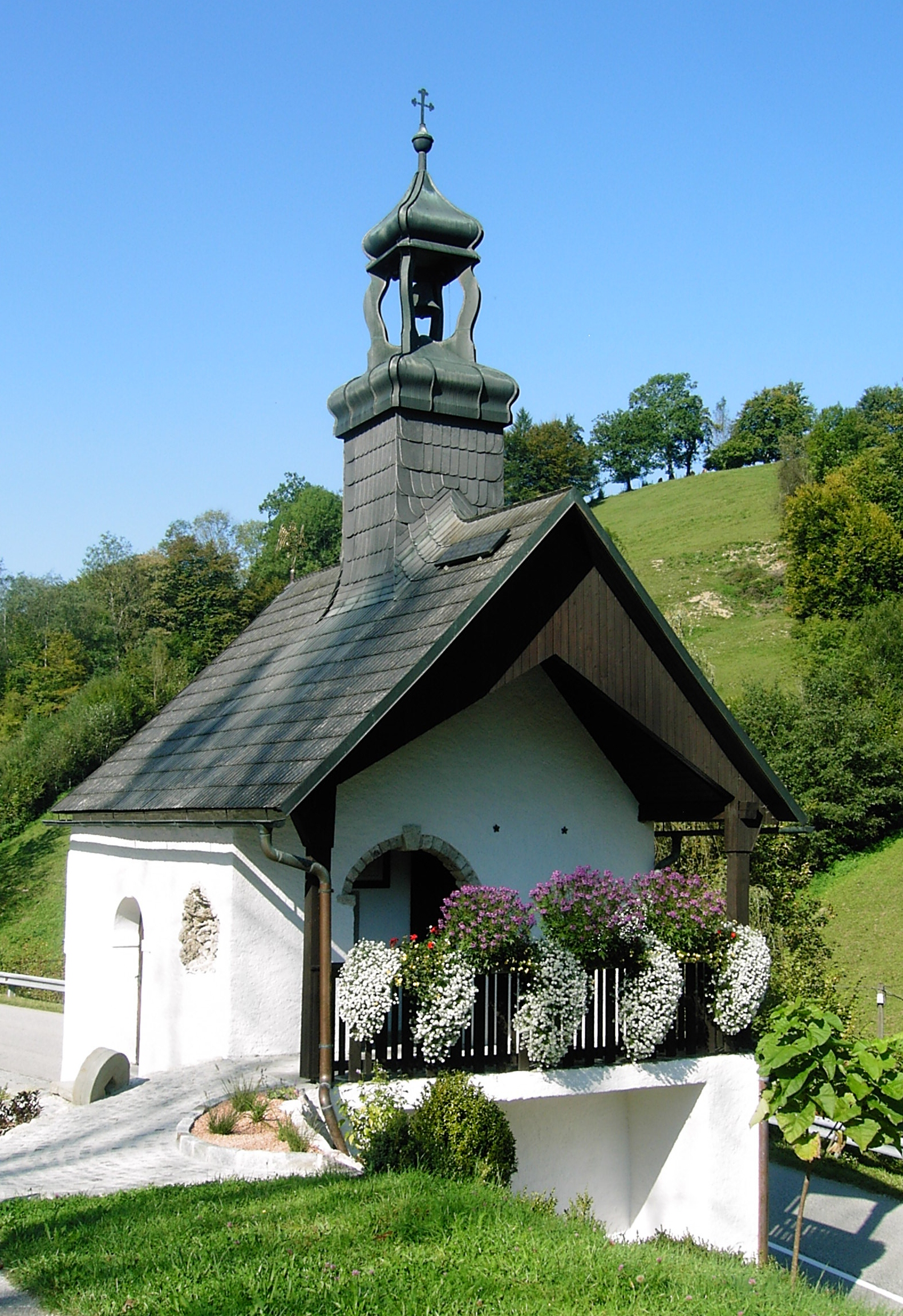
A Pechgraben-kápolna

Laussa a tartomány Traunviertel régiójában fekszik az Ennstali Elő-Alpok északi peremén, a Laussabach folyó mentén. Területének 36,4%-a erdő, 58% áll mezőgazdasági művelés alatt. Legmagasabb pontja az 1206 méteres Schieferstein. Az önkormányzathoz egy település (Laussa) tartozik egyetlen katasztrális községben.
A környező önkormányzatok: északra Garsten, északkeletre Sankt Ulrich bei Steyr, délkeletre Großraming, délre Reichraming, délnyugatra Losenstein, nyugatra Ternberg.

## Története
Laussa területén újkőkori és bronzkori leleteket is találtak a régészek. Különösen érdekes az egyik, szarvasfejjel díszített csiszolt kőbalta. A község neve a középfelnémet LÛZ, LÛZE (menedék, búvóhely) szóból származik. Első említése az 1260-as steyri hercegi urbáriumban történik. II. József 1788-as felmérése alapján akkor 142 házból állt a falu és Losenstein egyházközségéhez tartozott.  
Az 1848-as polgári forradalom után megszűntek a feudális földbirtokok és közigazgatási reformot hajtottak végre. Laussa községi önkormányzata 1850-ben alakult. Az 1843-ban épült templomot 1869-ben kibővítették, 1896-ban pedig elkészült a nagyobb tornya is. 1872-ben létrejött az önkéntes tűzoltóegylet, 1890-ben pedig már elemi iskola is működött a községben. 

## Lakosság
A laussai önkormányzat területén 2019 januárjában 1251 fő élt. A lakosságszám 2001-óta csökkenő tendenciát mutat. 2017-ben a helybeliek 98,9%-a volt osztrák állampolgár; a külföldiek közül 1% a régi (2004 előtti) EU-tagállamokból érkezett. 2001-ben a lakosok 93,8%-a római katolikusnak, 1,3% mohamedánnak, 2,9% pedig felekezeten kívülinek vallotta magát. 
A népesség változása:

| 2016 | 1 250 |
| 2018 | 1 227 |

## Látnivalók
- a Mária mennybevétele-plébániatemplom
- a Kogl-kastély
- a Pechgraben-kápolna

## Fordítás
- Ez a szócikk részben vagy egészben  a   Laussa című német Wikipédia-szócikk ezen változatának fordításán alapul.  Az eredeti cikk szerkesztőit annak laptörténete sorolja fel. Ez a jelzés csupán a megfogalmazás eredetét és a szerzői jogokat jelzi, nem szolgál a cikkben szereplő információk forrásmegjelöléseként.